# Kościół Trójcy Przenajświętszej i św. Leopolda w Rzezawie
Kościół Trójcy Przenajświętszej i Świętego Leopolda w Rzezawie – rzymskokatolicki kościół parafialny leżący w powiecie bocheńskim województwa małopolskiego.

## Historia kościoła
Obecny kościół w Rzezawie został wzniesiony w latach 1844-1851 i ufundowany przez Leopolda Henryka Bondę, Edwarda Somolaka i Józefa Milewskiego, właścicieli miejscowych dóbr oraz parafian. Budowali go P. Neutitschein i A. Wandruschka z Wiednia. Budowla została konsekrowana przez biskupa tarnowskiego Józefa Alojzego Pukalskiego w 1854 roku.
Kościół reprezentuje styl późnoklasycystyczny, jest budowlą murowaną i otynkowaną. Wzniesiony został na planie krzyża, posiada jedną nawę. Fasada świątyni jest trzyosiowa, podzielona pilastrami, między którymi znajdują się półkoliście zamknięte wnęki; w środkowej jest umieszczone wejście główne, w bocznych są usytuowane rzeźby świętych. Powyżej znajduje się wieża wtopiona w korpus, czworokątna, ujęta w narożnikach pilastrami, nakryta ostrosłupowym dachem hełmowym. Dach kościoła jest dwuspadowy z wieżyczką na sygnaturkę umieszczoną nad nawą. Wnętrze nakrywają sklepienia żaglaste oparte na gurtach. Polichromię figuralną wykonali: Władysław Badowski, Aleksander Trojkowicz i Adam Witkowski. Zespół dziewięciu witraży powstał w krakowskim Zakładzie Witrażów Żeleńskiego.
Ołtarz główny reprezentuje styl późnobarokowy i powstał w 2. połowie XVIII wieku, następnie był przerabiany, jest ozdobiony obrazem Trójcy Świętej namalowanym w 1874 roku. Trzy ołtarze reprezentujące styl barokowo-klasycystyczny pochodzą z 2. połowy XIX wieku. Ambona nosi cechy stylu barokowo-klasycystycznego i wykonana została w 2. połowie XVIII wieku. Chrzcielnica marmurowa w stylu barokowym powstała w XVII wieku i jest ozdobiona rzeźbioną grupą Chrztu w Jordanie na pokrywie, wykonaną około połowy XIX wieku. Kropielnica kamienna pochodzi z XVI albo XVII wieku. Świątynia posiada dwa obrazy: pierwszy to obraz Matki Bożej z Dzieciątkiem umieszczony w sukience haftowanej i ramie rokokowej, namalowany w 2. połowie XVIII wieku; drugi to obraz św. Józefa z Dzieciątkiem, rytowany w kamieniu, wczesnobarokowy, namalowany w 1. połowie XVII wieku. Dwa krucyfiksy, w stylu barokowym, wykonany w połowie XVII wieku i w stylu późnobarokowym, wykonany w 2. połowie XVIII wieku. Stacje Drogi Krzyżowej zostały namalowane w 1860 roku. Organy o 23 piszczałkach zostały wykonane przez Władysława Kamińskiego w Warszawie, następnie w 2009 roku zostały przebudowane przez firmę Jakubowski z Włocławka. Cztery dzwony zostały wykonane w Odlewni dzwonów Schwabe w Białej w 1946 roku i posiadają nazwy: Chrystus Król, Królowa Polski, św. Józef i św. Stanisław Kostka.